# Balkan-Cup 1931
Der 2. Balkan-Cup war ein Wettbewerb für Fußballnationalmannschaften von Staaten aus der Balkanregion. Er wurde 1931 zeitgleich zum Balkan-Cup 1929–31 ausgetragen und gilt daher eher als inoffizielle Veranstaltung. Die Spiele fanden im September und Oktober in Bulgariens Hauptstadt Sofia statt. Neben den Gastgebern nahmen auch noch Jugoslawien und die Türkei am Turnier teil. Jede Mannschaft spielte im Gruppenmodus einmal gegen jede andere, sodass nur drei Partien stattfanden. Mit der maximalen Ausbeute von vier Punkten lag schließlich Bulgarien an der Spitze, das im Balkan-Cup 1929–31 wenig später als Tabellenletzter einkommen sollte. Toptorschütze wurde der Bulgare Panchev (drei Treffer).

## Ergebnisse
Tabelle nach Zwei-Punkte-Regel.
| Pl. | Land        | Sp. | S | U | N | Tore    | Diff. | Punkte |
| --- | ----------- | --- | - | - | - | ------- | ----- | ------ |
| 1.  | Bulgarien   | 2   | 2 | 0 | 0 | 008:300 | +5    | 04     |
| 2.  | Türkei      | 2   | 1 | 0 | 1 | 003:500 | −2    | 02     |
| 3.  | Jugoslawien | 2   | 0 | 0 | 2 | 002:500 | −3    | 0      |

|                             |   |             |     |
| 30. September 1931 in Sofia |   |             |     |
| Bulgarien                   | – | Türkei      | 5:1 |
| 2. Oktober 1931 in Sofia    |   |             |     |
| Türkei                      | – | Jugoslawien | 2:0 |
| 4. Oktober 1931 in Sofia    |   |             |     |
| Bulgarien                   | – | Jugoslawien | 3:2 |